# Edwin Thompson Jaynes

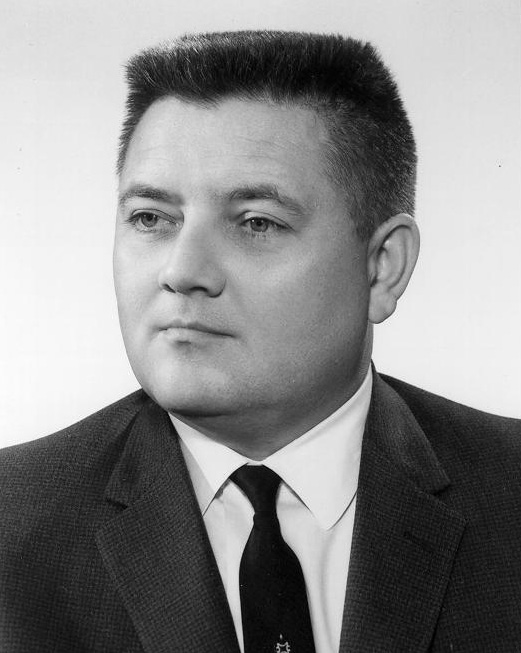
Edwin Thompson Jaynes, ca. 1960

Edwin Thompson Jaynes (* 5. Juli 1922 in Waterloo, Iowa; † 30. April 1998 in St. Louis, Missouri) war ein US-amerikanischer Physiker. Er war Professor für Physik an der Washington University in St. Louis, Missouri, USA.

## Leben und Wirken
Jaynes wuchs in Parkersburg (Iowa) auf. Er studierte an der University of Iowa mit dem Bachelor-Abschluss 1952 und arbeitete dann an Mikrowellen-Theorie bei der Sperry Gyroscope Company und als Offizier der US Navy in den Naval Research Laboratories in Washington, D.C. Nach dem Krieg setzte er sein Studium an der University of California, Berkeley fort und arbeitete in der Gruppe, die den ersten Linearbeschleuniger für Elektronen baute. 1947 wechselte er an die Princeton University, an der er 1950 mit einer Arbeit über Ferroelektrizität bei Eugene Wigner zum Ph.D. promoviert wurde. Danach war er zehn Jahre an der Stanford University im Mikrowellen-Labor und ab 1960 war er Professor an der University of Washington in St. Louis. 1992 ging er nach einem Herzanfall in den Ruhestand. Er war unter anderem Gastwissenschaftler an der University of Wyoming und der Universität Cambridge (St. John’s College).
Von ihm gibt es eine Vielzahl an Veröffentlichungen zur Bayesschen Statistik und zur Wahrscheinlichkeitstheorie und er benutzte die Informationstheorie zur Interpretation der statistischen Mechanik. Er führte die Maximum-Entropie-Methode (MEM) in die Physik ein, weswegen sie auch als das Jaynes-Prinzip bezeichnet wird, als dessen Begründer er gilt. Sein spezielles Interesse galt der wahrscheinlichkeitstheoretischen Erweiterung der Logik des Aristoteles.
Jaynes erweiterte die Methoden der Bayesschen Inferenz, wobei er selbst meinte, dass sich diese Erweiterungen schon aus den Arbeiten von Josiah Willard Gibbs ergäben. Ein weiterer Einfluss auf ihn waren die Arbeiten von Harold Jeffreys.
Daneben befasste er sich mit Anwendungen der klassischen Elektrodynamik, beginnend mit seinen Arbeiten an Mikrowellen (Radar) im Zweiten Weltkrieg, mit Quantenoptik und halbklassischer Strahlungstheorie. 1963 entwickelte Jaynes zusammen mit Fred Cummings ein Modell, mit dem die Wechselwirkung eines Atoms mit einem Lichtfeld rein quantenmechanisch beschrieben werden kann. Dieses Modell hat als Jaynes-Cummings-Modell in der Quantenoptik große Bedeutung erlangt.
Sein letztes Buch Probability Theory: The Logic of Science wurde im Jahr 2003 postum basierend auf einem unvollendeten Entwurf veröffentlicht. In ihm trug er aktuelle Erkenntnisse zur Bayesschen Wahrscheinlichkeit und zur statistischen Inferenz zusammen und verglich sie mit anderen Methoden.

## Veröffentlichungen
- Probability Theory: The Logic of Science, 2003, ISBN 0-521-59271-2.
- Probability Theory: The Logic of Science, 1994, Fragment
- The Gibbs Paradox (PDF; 207 kB), 1996 (siehe auch Gibbssches Paradoxon)
- Jaynes, E. T. (1957): Information theory and statistical mechanics. Physical review, 106(4), 620.